# Xã Lake George, Quận Charles Mix, South Dakota
Xã Lake George (tiếng Anh: Lake George Township) là một xã thuộc quận Charles Mix, tiểu bang Nam Dakota, Hoa Kỳ. Năm 2010, dân số của xã này là 34 người.